# Lakki (ö)
Lakki är en ö i Finland. Den ligger i Bottenviken och i kommunen Lumijoki i den ekonomiska regionen  Uleåborgs ekonomiska region i landskapet Norra Österbotten, i den norra delen av landet. Ön ligger omkring 16 kilometer sydväst om Uleåborg och omkring 530 kilometer norr om Helsingfors.
Öns area är 2,3 hektar och dess största längd är 240 meter i sydöst-nordvästlig riktning.